# Salon des Refusés
Salon des Refusés (De afvistes salon) var en paralleludstilling til den officielle Salon de Paris.
På Salon des Refusés blev malerier og skulpturer vist, som var blevet afvist af juryen for Salon de Paris.
Den kunsthistorisk vigtigste udstilling var den i 1863, der blev iværksat på initiativ af Napoleon 3., efter at juryen var blevet kritiseret for dens udvælgelsesmetoder.
En række kunsthistorikere bedømmer denne udstilling som indledningen til moderne kunst.

## Salon de Paris – den officielle udstilling

### Salonernes betydning
Salon de Paris, Parisersalonen, var den vigtigste franske kunstudstilling; dens historie går tilbage til 1600-tallet under Ludvig 14.
Den var ikke kun et internationalt kendt mødested for samlere og kunsthandlere, hvor store beløb blev omsat hvert år, men også en vigtig social begivenhed og kulturelt udstillingsvindue for de franske regeringer.
Under L'ancien régime var salonen forbeholdt medlemmer af det kongelige kunstakademi – Académie royale de peinture et de sculpture fra 1648 – og efter revolutionen var salonen også åben for andre kunstnere.
I lang tid var optagelse på udstillingen den grundlæggende forudsætning for, at en kunstner blev anerkendt.
I den såkaldte salonæra i 1800-tallet udviklede beskæftigelsen som kunstmaler i Frankrig sig under indflydelse af Salon de Paris til et attraktivt erhverv med en statsreguleret uddannelsesvej og indkomstmuligheder over gennemsnittet.
Franske salonmalere var på begge sider af Atlanterhavet i stand til at opnå toppriser for deres malerier.
Fra og med 1804 blev individuelle udstillingsdeltagere hædret, og fra da besluttede en jury regelmæssigt om optagelse, afvisning og udmærkelse af de værker, der blev forelagt salonen.
Juryen, der bestemte hvilke billeder der blev udstillet, havde en tendens til at være mere engageret i traditionel smag på kunstakademier som for eksempel det der blev undervist i på École nationale supérieure des beaux-arts.
I anden halvdel af 1800-tallet blev juryen imidlertid i stigende grad kritiseret.
Der fandt intriger sted i juryen for at sikre visse kunstnere adgang til Parisersalonen, for at få gode anmeldelser i pressen og muligvis endda modtage en pris, idet det var blevet en sikker måde for en maler at sælge værker eller for at modtage ordrer.
Afviste billeder var på den anden side svære at sælge.
Om maleren Jongkind (1819-91) har det været nævnt (de: ist überliefert ), at han var nødt til at tilbagebetale købsprisen for et maleri, som ikke blev accepteret af juryen.
I en periode blev der endog stemplet et "R" for "Refusé" på blændrammen til de billeder, der var indsendt og afvist til udstillingen.

### Salonernes udvikling i det andet kejserrige indtil 1863
Salon de Paris blev brugt som det kulturelle udstillingsvindue for de respektive regimer.
Højdepunktet på denne udvikling var, at der på verdensudstillingen i 1855 – Exposition Universelle – foruden Palais de l'Industrie til visning af industrielle fremskridt også var en udstilling for kunst i Palais des Beaux-Arts.
Efter februarrevolutionen i 1848 var adgangsbestemmelserne gjort lempeligere med det resultat, at både kunstkritikere og offentligheden hånede svaghederne ved en række af de udstillede værker.
Heller ikke i 1850 havde juryen været særlig streng i udvælgelsen.
Under det andet franske kejserrige (1852-70) blev det et udtrykkeligt mål for de ansvarlige for salonen igen at understrege salonens traditionelle prestigefunktion.
"Deltagelse i salonen skal i fremtiden være en ære for vores kunstnere, begrænset til de mest værdige blandt dem. At sammensætte en salon med meget bemærkelsesværdige værker kræver en tilsvarende kompromisløs strenghed af jurymedlemmerne."
erklærede den nye direktør for statsmuseerne Alfred Émilien de Nieuwerkerke (1811-92) på det konstituerende møde i den nye jury 4. marts 1852.
Kun halvdelen af jurymedlemmerne var valgt blandt kunstnere,
og kun de kunstnere, der tidligere havde udstillet på Salon de Paris, var berettigede til at stemme.
Samtidig kunne en kunstner ikke længere præsentere et hvilket som helst antal værker, man begrænsede antallet til tre pr. kunstner.
Konsekvensen af denne restriktive politik var, at antallet af udstillende kunstnere og udstillede værker faldt markant.
I 1850 havde 1614 kunstnere vist i alt 3929 værker.
1852 var der kun 1040 kunstnere med 1757 værker.
1855, året for verdenudstillingen, blev tillige juryen suspenderet,
og alle dens medlemmer udpeget ved kejserligt dekret.
Fra 1856 skulle alle jurymedlemmer være medlemmer af akademiet.
Kunstnere som Monet, Manet, Renoir, Bazille eller Sisley havde med deres afvigende kunstopfattelse kun få chancer for at blive udstillet i den officielle Parisersalon.
Selv malerier af Courbet, der allerede var en af de anerkendte kunstnere på det tidspunkt, afviste juryen regelmæssigt.
| - Palais des Beaux-Arts på Avenue Montaigne - Palais des Beaux-Arts Avenue Montaigne Anvendt til Salon des Refusés - Plan af Palais des Beaux-Arts |

## Baggrunden fra den førsteSalon des Refusés

### Jurybeslutninger i foråret 1863
Det var sædvanligt at kunstnere, hvis værker blev afvist, protesterede mod denne beslutning.
Afvisningsrater på mere end 40 procent var typiske i 1850'erne; i 1853 blev for eksempel kun 57,6 procent af de indsendte værker godkendt.
1863 var der yderligere protester, fordi antallet af malerier, som en enkelt kunstner fik lov til at præsentere for juryen for årets salon, var begrænset til tre værker.
Juryens behandling af de indkomne værker begyndte 2. april 1863.
Allerede 5. april bredte der sig det rygte i kunstcirklerne i Paris, at juryen var særlig nøjeregnende denne gang.
12. april blev juryens beslutninger annonceret: Mellem 2000 og 3000 kunstnere havde i alt indsendt næsten 6000 værker.
1727 kunstnere med i alt 2919 værker var blevet accepteret til udstillingen.
Blandt de afviste kunstnere var der uforholdsmæssigt mange unge malere, der havde indsendt værker for første gang.
Kun 20 af de afviste kunstnere var allerede kendt i 1863.
Blandt dem var Edouard Manet, James McNeill Whistler, Henri Fantin-Latour, Antoine Chintreuil, brødrene Desbrosses, Armand Gautier, Henri Harpignies, Camille Pissarro, Johan Barthold Jongkind, Alphonse Legros, Constant Dutilleux og Paul Cézanne, som alle var repræsentanter for den samtidige avantgarde, og juryens omdømme var at den ikke havde en fordomsfri holdning til avantgardistiske tendenser.
Nogle kunstnere blev imidlertid kun delvis afvist.
Alphonse Legros og Fantin-Latour fik hver afvist et billede og et billede accepteret; Armand Gautier fik to billeder accepteret, mens to andre blev afvist.
Derudover havde juryen for 1863 også afvist et antal kendte malere der tidligere var faldet i akademiets smag som Emil-Normand Saint-Marcel, Nicolas-Francois Chifflart, Antoine Vallon, Jean-Paul Laurens, Philippe Pavrot, Étienne Prosper Berne-Bellecour og Jean-Paul Charles Cazin.
Galleriejeren Louis Martine havde allerede markeret sig i de foregående år ved at udstille værker, der afveg fra det traditionelle kunstbegreb.
Han fortalte 15. april pariserpressen, at han var villig til at vise de afviste billeder i sine lokaler,
men der var imidlertid ikke plads nok til at rumme de mere end 3.000 malerier og skulpturer.

### Napoleon 3.'s beslutning
Den overvældende kritik, som juryen for Parisersalonen var kommet ud for på grund af den rigide udvælgelse, blev også bemærket af den franske kejser Napoleon 3., der 22. april lod sig vise en del af de afviste malerier.
Grev Nieuwerkerke, der også var generaldirektør for museerne, superintendent for kunst og præsident for juryen, blev derefter bedt om at vise alle afviste malerier i en separat del af udstillingen .
Allerede 24. april 1863 blev den kejserlige plan offentliggjort i Moniteur, en udgivelse med officielt præg.
Udstillingsstedet skulle være Palais de l'Industrie, der også husede den officielle Salon de Paris.
Palais de l'Industrie blev bygget til verdensudstillingen i 1855 og var så rummelig, at den faktisk var i stand til at huse begge udstillinger.
Kun en korsbom adskilte de to udstillinger.
Den franske kejsers beslutning blev på det tidspunkt i pressen overvejende anset som klog, generøs og liberal.
I kunsthistorien deles delvis denne opfattelse.
Beslutningen faldt godt i tråd med den kejserlige indenrigspolitiks generelle liberaliseringstendens.
På baggrund af den voksende politiske uro kunne denne tilgang holde de protesterende malere i ro uden at kejseren måtte give større politiske indrømmelser, og det gav desuden offentligheden mulighed for selv at bedømme de afviste billeder.
Napoleon 3. anså en stor del af de afviste billeder som grimme eller usømmelige, for eksempel Manets Frokost i det grønne.
Da nogle af billederne afveg meget fra den almindelige kunstsmag, blev det antaget at publikum ikke kunne lide de afviste billeder.
Beslutningen om at offentliggøre alle malerierne på Salon des Refusés kunne derfor også være truffet med det formål at genoprette prestige og autoritet for Parisersalonens jury.
Manets biograf har en lidt anden vurdering.
Han ser det som et enkelt træk i et varieret og uafbrudt spil af intriger mellem hof og opposition, som især Nieuwerkerke var involveret i.
École des Beaux-Arts var indtil 1863 en institution i byen Paris og opførte sig efter Napoleon 3.'s mening for uafhængigt.
Protesten fra de afviste malere var en velkommen mulighed for ham at gøre den til en statslig institution.
Faktisk lykkedes det Nieuwerkerke stort set at berøve akademiet dets indflydelse, idet Ecole des Beaux-Arts 13. november 1863 blev lagt under kunstforvaltningen og således underlagt Nieuwerkerke.

### Kunstnernes dilemma: udstille eller ej
Kunstnerne kunne frit trække deres billeder tilbage indtil 7. maj 1863 eller acceptere, at de blev udstillet.
For de afviste kunstnere var denne beslutning ikke let at tage.
Den der udstillede malerier risikerede at tiltrække juryens vrede og bringe sin kunstneriske karriere i fare på lang sigt.
Hvis en kunstner derimod trak sine billeder tilbage, ville vedkommende udsætte sig for mistanken om ikke at have tillid til egne evner.
Gustave Courbet bifaldt for eksempel muligheden for at vise de malerier der var afvist af juryen for et bredere publikum.
På den anden side mente Édouard Manet, at kun den officielle Parisersalon var det rigtige sted at få anerkendelse som kunstner.

### Kunsten at hænge billeder op
Ud over de intriger, der ved udvælgelsen af malerierne fandt sted i Parisersalonens jury, fik den også det ry at forbindelser og muligvis endda bestikkelse spillede en rolle i forbindelse med ophængningen af malerierne.
Billeder kunne placeres på vægge med mange andre malerier på en måde, så de med større sandsynlighed ville blive bemærket af de besøgende.
I modsætning hertil fandt malere uden indflydelse ofte deres billeder placeret i et dårligt tilgængeligt hjørne eller så højt oppe på væggene, at de let blev overset af besøgende.
Nu skulle juryen for Parisersalon også stå for ophængningen af malerierne i Salon des Refusés.
Det blev der set kritisk på, selv af kritikere tæt på den akademiske opfattelse af kunst. Den engelske kunstkritiker Hamerton skrev i et London-magasin:
"Det er farligt at lade juryen eller enkelte af dens medlemmer få indflydelse på ophængningen af de billeder, der var blevet afvist af samme jury. Den kunne have interesse i at retfærdiggøre sig over for offentligheden, og til dette formål havde den denne gang i modsætning til den sædvanlige praksis med stor omhu placeret de værste billeder på de bedste steder."
Således fik James McNeill Whistlers The White Girl, som dommerpanelet havde vurderet som særlig dårligt, en placering nær indgangen så enhver besøgende fik set dette maleri, der på det tidspunkt var usædvanligt.

### Publikums reaktion
Blandt de kunstnere, der i dag betragtes som vigtige malere fra 1800-tallet, omfattede den første udstilling foruden Manet, Courbet og Whistler også Johan Barthold Jongkind, Camille Pissarro, Paul Cézanne, Armand Guillaumin og Felix Bracquemond.
Desuden fire malere som også havde malerier på den officielle udstilling:
Henri Fantin-Latour, Amand Gautier, Henri Harpignies og Alphonse Legros.
Henri Harpignies, der udstillede tre malerier i Salon des Refusés, blev ikke desto mindre i 1863 tildelt "Mention honorable", 'hæderfuld omtale' på salonen.
Det samme gælder for landskabsmaleren Charles Jacque, der modtog en 3. klasses medalje og landskabsmaleren Charles Daubigny, der som Harpignies blev tildelt en "Mention honorable".
Imidlertid er ikke alle disse malere medtaget i kataloget for Salon des Refusés.
Det forblev ufuldstændigt, fordi det måtte sammensættes uden hjælp fra administrationen, og tiden var for knap til en ordentlig gennemarbejdning.
Mens den officielle salon allerede var åbnet 1. maj, åbnede Salon des Refusés først 15. maj.
Straks fra begyndelsen tiltrak den et stort publikum.
På søndage var der op til fire tusinde besøgende.
Således viste denne udstilling sig at være et større tilløbsstykke end den officielle salon.
Pressen havde flere og længere artikler om de kunstnere, der var udstillet på Salon des Refusés, så den vittighed cirkulerede i pressen, at kunstnerne fra Parisersalonen håbede at blive afvist det følgende år for at tiltrække mere opmærksomhed.
Imidlertid var det overvældende flertal af artikler fjendtlige over for den kunst der blev udstillet her, og publikums respons var negativ.
Man morede sig over de afviste billeder.

### WhistlersThe White Girlog ManetsFrokost i det grønne
Juryens strategi at hænge Whistlers The White Girl så ingen besøgende kunne undgå at se det, fik det ønskede resultat.
Émile Zola berettede, at dette billede især blev hånet af de besøgende.
Billedet, som i dag betragtes som et mesterværk på grund af dets harmoni af forskellige toner af farven hvid, forårsagede en særlig stærk afvisning fra publikum og kritikere på grund af dets ukonventionelle måde at skildre og præsentere sig selv på.
Whistler havde som model til billedet benyttet sin kæreste Jo – ireren Joanna Hiffernan, 1843-1903.
Skildringen blev beskrevet af en amerikansk kritiker som:
    "... en kraftig, rødhåret kvinde med et tomt blik i sjælløse øjne;
    hun står af en uforklarlig grund på et ulveskind."
Tilsvarende afvisning fik Manets Frokost i det grønne, "Le Bain", 'Badet', i kataloget for de afviste i "Salon Annexe"
Efter at det var blevet kendt gennem pressen, at Napoleon 3. havde taget særlig anstød af dette billede, var opmærksomheden fra alle besøgende sikret.
Skildringen af to nøgne kvinder ledsaget af to påklædte mænd var usædvanlig, men ikke ukendt i kunsthistorien.
Manet var blevet inspireret til dette maleri af den siddende/liggende gruppe i nederste højre hjørne af et billede fra omkring 1515 af Marcantonio Raimondi, Paris' dom – se 'myten om Paris' dom'.
Afvigende fra den konventionelle stil er baggrunden på Manets billede kun skitseret; konturer er kun markeret med flygtlige penselstrøg og former ved at modstille farver.
Kritikernes afvisning af billedet skyldtes således både de portrætterede og malestilen.
Den franske kulturkritiker Théophile Thoré-Bürger skrev i en rapport om Salon des Refusés:
"Badet har en meget dristig smag: en nøgen kvinde sidder hvilende i græsset i selskab med to påklædte mænd; længere tilbage en badende kvinde i en lille dam med en kuperet baggrund. Over scenen en baldakin af høje træer. Desværre har den nøgne kvinde ikke et smukt udseende, og man kunne ikke forestille sig noget grimere end den herre, der ligger udstrakt ved siden af hende og ikke engang har kunnet bekvemme sig til at tage sin afskyelige bløde hat af i det fri. Det er netop denne kontrast mellem en tølper, der ikke passer som karakter i en landskabsscene, og de utildækkede badende der er så anstødelig. Jeg har ingen idé om, hvad der kunne få en intelligent og fremtrædende kunstner til at vælge en sådan absurd komposition ... "